# Пост № 1
Пост Почётного караула у Вечного огня на Могиле Неизвестного Солдата у стен Московского Кремля (также известный как Пост № 1) — главный караульный пост в России.
Был учреждён и установлен у мавзолея в 1924 году после смерти В. И. Ленина. В 1993 году указом Президента России Б. Н. Ельцина Пост № 1 был упразднён, а в 1997-м восстановлен в Александровском саду у Вечного огня. Караульную службу несут военнослужащие Президентского полка.

## Традиция развода караула

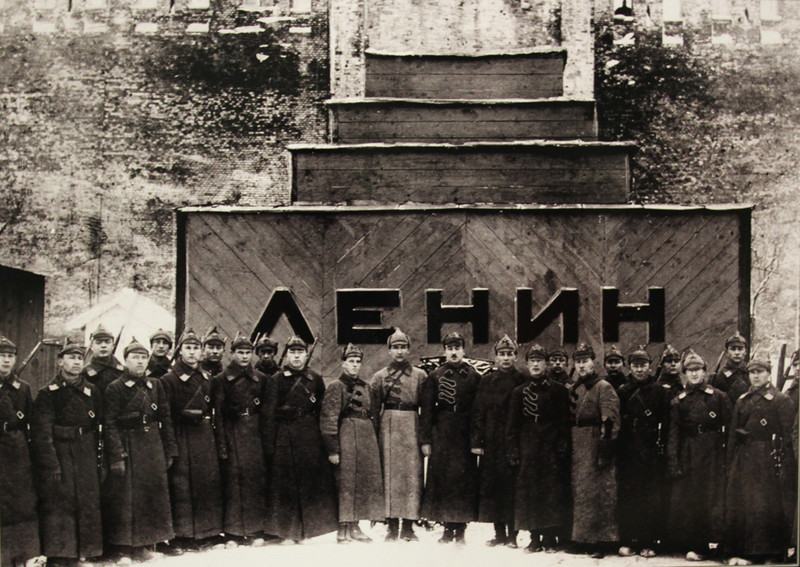
Караул 1-й Советской объединённой военной школы РККА имени ВЦИК по охране временного мавзолея Ленина, 1924

Мавзолей Ленина, видны часовые у входа, 1925

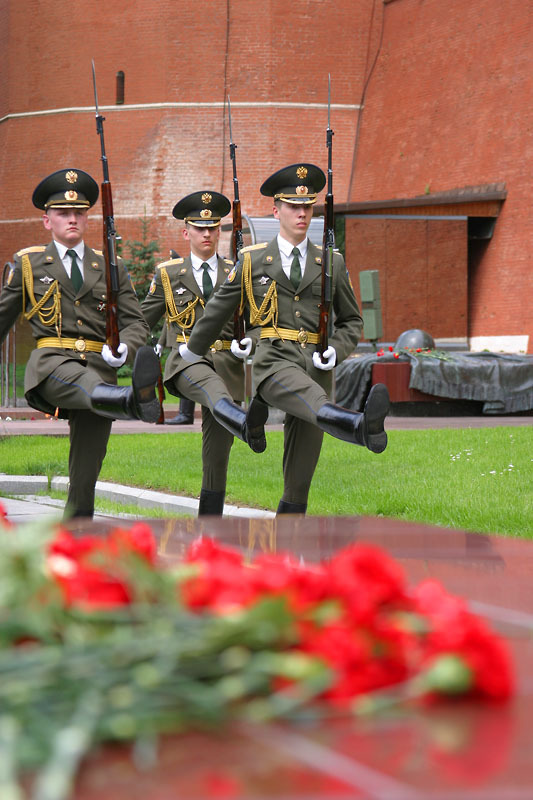
Смена почётного караула в Александровском саду, 2005

Детальный церемониал смены почётного караула разработали во времена царствования Павла I и использовали до начала XX века. При Павле I у войск появилась форма прусского образца, армию переучили по новым строевым порядкам, а обычная церемония вахт-парада (развод караулов) превратилась в важное государственное дело с обязательным участием императора или его наследника.
Позднее император сделал несколько дополнений к церемониалу, связанных с использованием барабанного боя в различное время суток:
Если смена с церемонией делается тогда, как смеркнется, то новый караул подходит, и честь отдается без барабанного боя… При относе знамени и при отдании оному чести, также в барабаны не бить и музыку не играть…»Полное собрание законов Российской империи. Собрание второе
Во времена царской России развод проводился на площади перед Петропавловским собором в Санкт-Петербурге или в Петергофе — в зависимости от того, где находился император.
После революции у советской власти появился собственный церемониал. Он появился в годовщину смерти Владимира Ленина и просуществовал до упразднения Поста № 1 в октябре 1993 года. В конце 1990-х Пост № 1 восстановили у Могилы Неизвестного Солдата. Современный порядок возрождённой церемонии в 2005 году разработали военнослужащие Президентского полка и сотрудники протокола Президента России под руководством коменданта Кремля по согласованию с Геральдическим советом при главе государства. При подготовке сценария разработчики знакомились с церемониями в других странах. Развод караула носит символический характер, наиболее яркими моментами являются плац-парад и вынос флага России.
Почетные караулы существуют в разных странах, некоторые из них необычны и привлекательны для туристов. Например, в Индии и Пакистане, Греции, Фиджи, Южной Корее; Швейцарская гвардия является туристической визитной карточкой Ватикана, как и британские караульные.

## История

### Мавзолейный караул
После смерти Владимира Ленина первыми организовали караул у его тела добровольцы: крестьяне, живущие недалеко от Москвы, а позже — рабочие столицы и делегаты XI Всероссийского съезда Советов.
Официально почётный караул учредили приказом начальника гарнизона Москвы Николая Муралова от 26 января 1924 года. Караул располагался у временного деревянного мавзолея, построенного по проекту архитектора Алексея Щусева за несколько дней после смерти Ленина. Так как Ленин являлся почётным красным командиром школы имени ВЦИК, то и караул несли курсанты этой школы.
27 января 1924 года в 16:00 первыми заступили на пост Григорий Коблов и Арсентий Кашкин. Часовых с карабинами поставил разводящий — курсант Янош Мейсарош, начальником караула являлся командир кавалерийского дивизиона Николай Дрейер. Почётный караул состоял из представителей разных слоёв общества. Коблов и Кашкин — дети батраков, Мейсарош — сын железнодорожника, а начальник караула Дрейер — дворянин.
Помню, гроб подняли и медленно понесли в Мавзолей. Я шёл слева, Кашкин — справа. Гул гудков рос и крепчал. Потом ударили орудия.Григорий Коблов
Караульные шли по бокам от гроба, который медленно несли. У мавзолея они повернулись лицом друг к другу и замерли с винтовками у входа. Курсанты менялись через каждый час по бою Кремлёвских курантов, под второй перезвон.
В 1925-м, в первую годовщину смерти Владимира Ленина, почётный караул вместе с кремлёвцами несли курсанты, красноармейцы и командиры других военных школ и полков Московского гарнизона. Вместе с ними вахту у саркофага несли рабочие и крестьяне. В этот период зарождался церемониал смены часовых у Мавзолея.
В 1935 году почётный караул передали красноармейцам Кремлёвского полка, который разместился в бывших казармах передислоцированной Военной школы имени ВЦИК. В роту специального караула шёл строгий отбор. Крайне важен был моральный облик солдат.
В роту зачисляются только те, кто своими личными качествами доказал моральное право находиться рядом со святыней.Геннадий Башкин, генерал-майор, комендант Московского Кремля
Для тренировок был изготовлен деревянный макет мавзолея. Будущие часовые Поста № 1 ежедневно отрабатывали и доводили до автоматизма печатный кремлёвский строевой шаг, ружейные приёмы, слаженность движений, а также умение проходить от Спасских ворот до поста ровно за 2 минуты и 35 секунд, делая 210 шагов. В разное время в штате полка значилось от 30 до 50 человек — от одного до полутора взводов.
С началом Великой Отечественной войны был поставлен вопрос о защите мавзолея от воздушных бомбардировок и сохранении тела Владимира Ленина. В соответствии с секретным приказом Народного комиссариата государственной безопасности (НКГБ) СССР 3 июля 1941 года тело Владимира Ленина в специальном вагоне спецпоезда вывезли из Москвы в Тюмень. Охрану поезда осуществляли сотрудники 1-го отдела НКГБ СССР и комендатуры Московского Кремля. Пост № 1 также был переведён в железнодорожный вагон. По прибытии в Тюмень охрана заступила на пост, как только саркофаг с телом Ленина был установлен на новом месте. На это время в Москве у мавзолея служба почётного караула не прекращалась. В столицу тело Ленина вернули в апреле 1945 года.

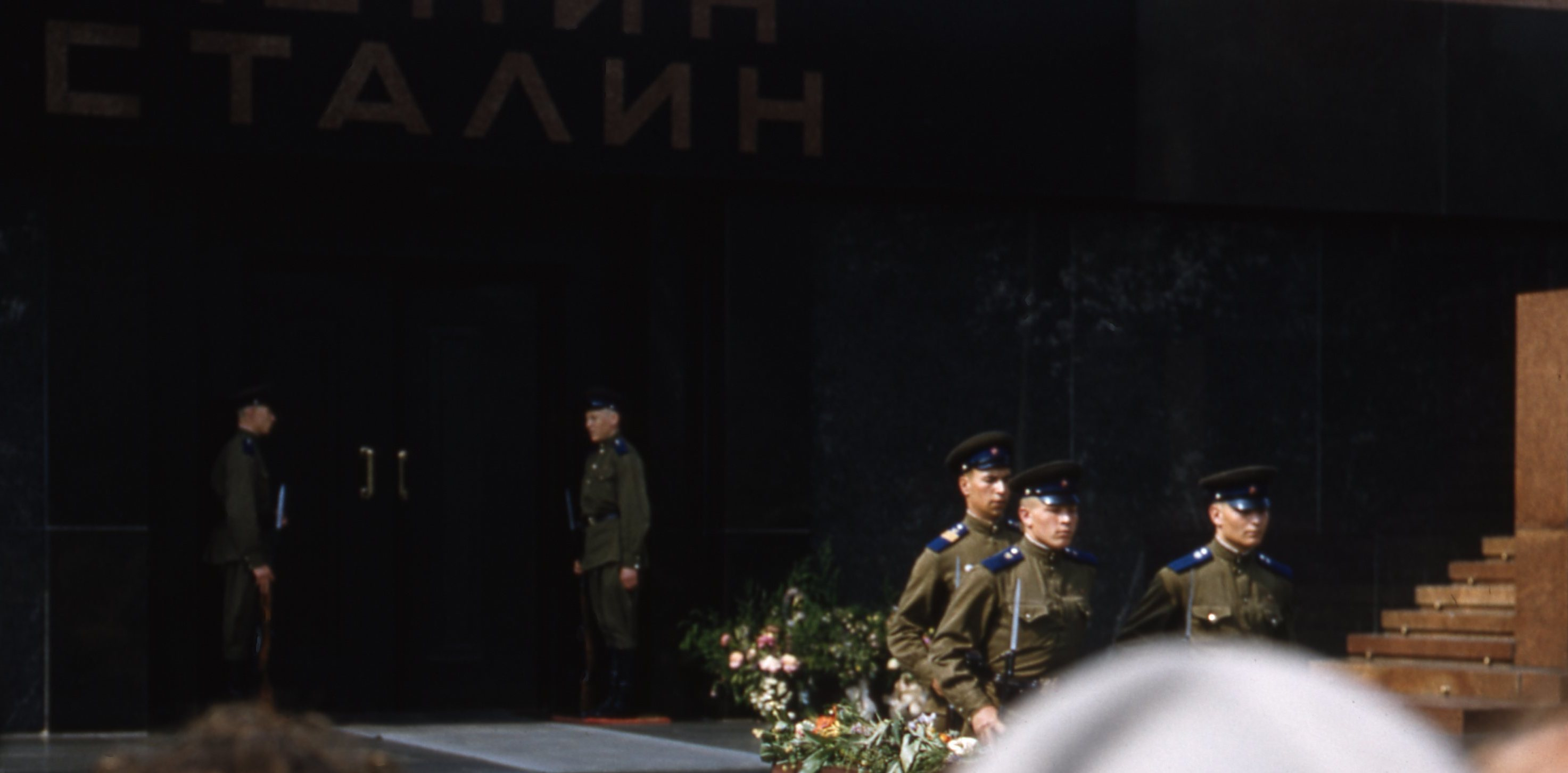
Смена караула у мавзолея в 1958 году, фото Т. Хаммонда

В 1960-е годы возродили традицию периодического выставления парных постов возле мавзолея: рядом с солдатами становились ветераны, окончившие Военную школу имени ВЦИК. Ежегодно 22 апреля на Посту № 1 вместе с часовыми стояли ветераны. А накануне октябрьских торжеств у венков, возложенных морским парадным полком, становились потомки матросов броненосца «Потёмкина» и крейсера «Аврора». 1 ноября 1967 года для часовых по охране Мавзолея ввели новую парадную форму.
6 июля 1976 года по приказу председателя КГБ при Совете Министров СССР на базе взводов, которые несли службу на посту у Мавзолея и организационно входили в различные роты полка, создали роту специального караула. Это сделали, чтобы целенаправленно и качественно готовить солдат и сержантов к службе на Посту № 1 и охранять Мавзолей в часы доступа посетителей.
20 июня 1992 года адепты религиозной секты (так называемый «Богородичный Центр») числом около 30 человек попытались ворваться в Мавзолей, чтобы предать Ленина анафеме. Военнослужащие почетного караула отреагировали на это нападение без применения силы — они просто заперлись в Мавзолее изнутри.

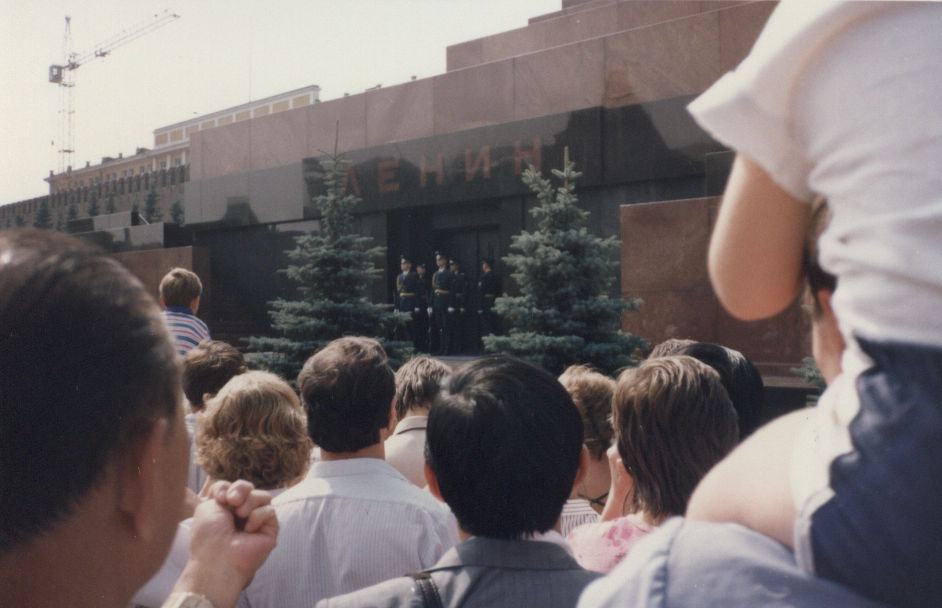
Наблюдение за сменой караула у мавзолея около 1993 года

В 1993 году, после событий 3-4 октября 1993 года, Борис Ельцин упразднил Пост № 1. Приказ о прекращении караульной службы у мавзолея был отдан начальником Главного управления охраны. Последнюю вахту несли ефрейтор Вадим Дедков и рядовой Роман Полетаев. 6 октября 1993 года в 16:00 разводящий сержант Олег Замоткин увёл последнюю смену. Часовые повернулись спинами к толпе и ушли через чёрный ход мавзолея. А в декабре того же года Борис Ельцин в новом Уставе внутренней службы Вооружённых сил России вычеркнул мавзолей из перечня мест, которым надлежит воздавать воинские почести.

### Могила Неизвестного Солдата

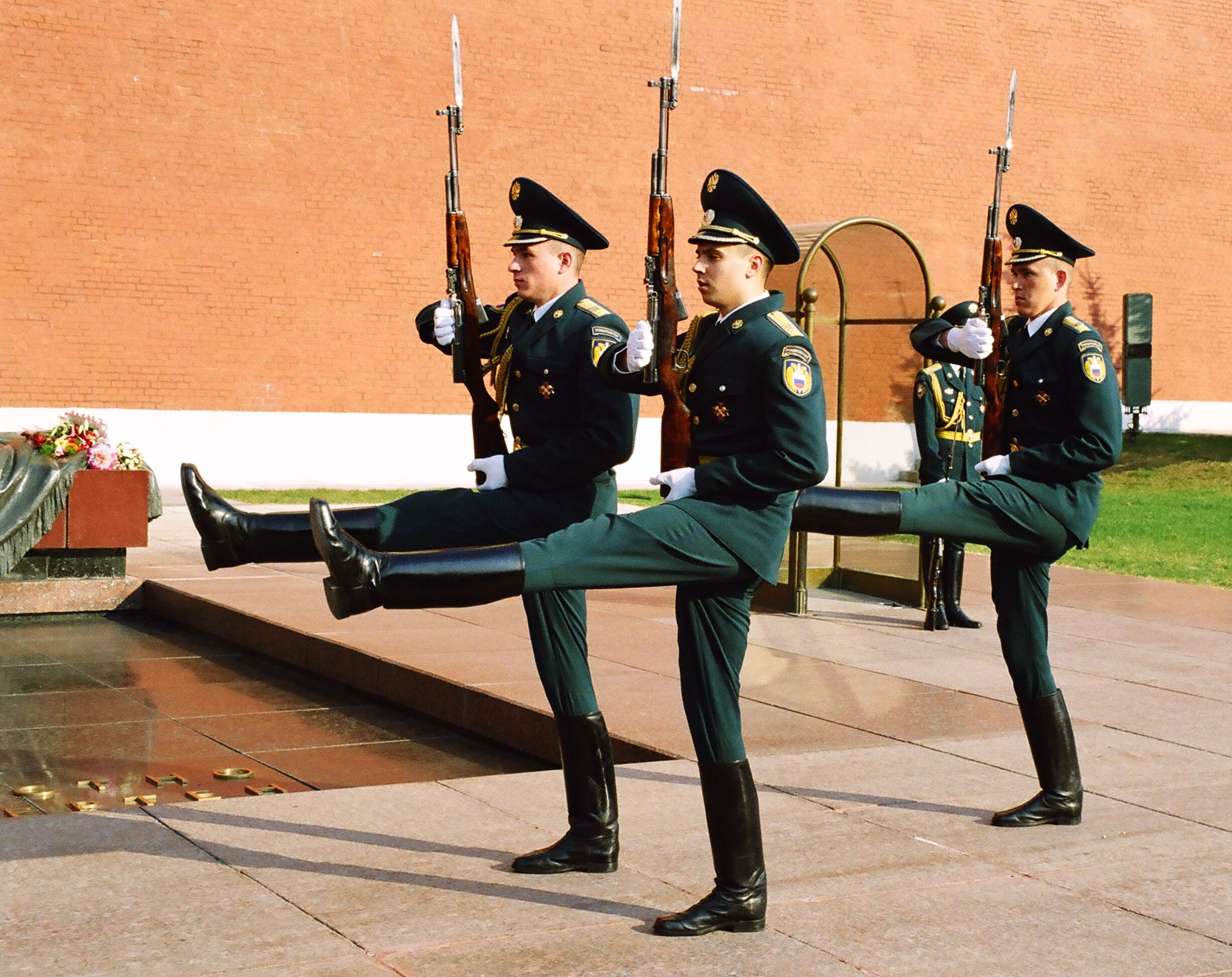
Смена почётного караула, 2006

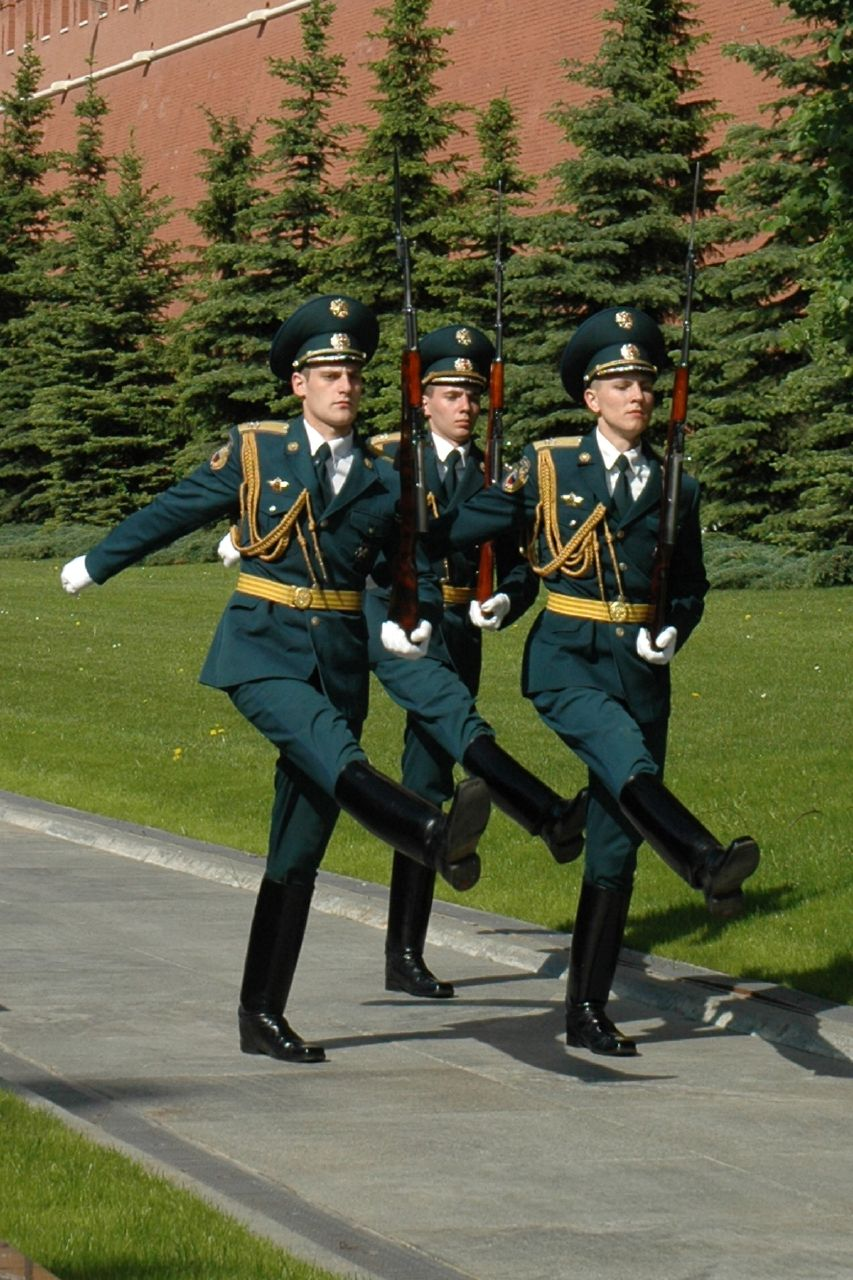
Смена почётного караула в Александровском саду, 2008

В 1997 году новым постоянным местом почётного караула стала Могила Неизвестного Солдата в Александровском саду у Кремлёвской стены.
Сейчас именно здесь место главного Почётного караула страны, что логично. Это подчёркивает значение нашей победы во Второй мировой войне и тот героизм, который проявили солдаты. Традиция установления главного поста с часовыми у воинских могил существует во многих странах мира. Воинские почести отдаются тем, кто пал, защищая страну, народ, и это вполне оправданно с точки зрения истории.Сергей Девятов, официальный представитель Федеральной службы охраны
До этого времени постоянного поста у Вечного огня не было. Рота специального караула — визитная карточка Президентского полка, поэтому к ней предъявляются особые требования по физподготовке и высокому росту. Часовые выставлялись на период проведения торжественных и памятных мероприятий и возложения венков. Для почётного караула утвердили порядок несения службы и ритуал смены часовых, а также разработали форму одежды. Посты оборудовали кабинками и оснастили техническими средствами и коммуникациями. Зимой кабинки подогреваются снизу и обдуваются тёплым воздухом.
12 декабря 1997 года в 8:00 первый разводящий почётного караула старший сержант М. П. Волгунов вывел на главный пост страны первую смену в составе ефрейторов Р. В. Чернобурова и А. Г. Горбашкова.
Согласно Указу, подписанному Борисом Ельциным 9 декабря 1997 года, смена караула происходила ежедневно каждый час с 8:00 до 20:00. В торжественном ритуале смены часовых синхронность действий участников отработаны до совершенства: от вытянутого носка до земли на расстоянии 20 сантиметров. Движение прямой в колене ноги идёт от бедра, при этом и правая, и левая подошвы опускаются на одну линию. Этот сложный шаг остался с царских времён. Военнослужащие стоят у Могилы Неизвестного Солдата 60 минут, затем отдыхают 3 часа и снова идут на пост. Часовые вооружены самозарядными карабинами Симонова, но карабины являются макетами. Однако в случае угрозы или попыток вандализма на Могиле неизвестного солдата, караул имеет право применять физическую силу, а также колоть штыком и защищаться прикладом.
По решению руководителя Федеральной службы охраны почётный караул в исключительных случаях может выставляться и в другое время. Например, с 21 на 22 июня караул стоит круглосуточно в память о начале Великой Отечественной войны. А 3 июня 2017 года развод пеших и конных караулов отменили из-за приведения к присяге военнослужащих: церемония включала в себя демонстрацию строевых приёмов почётного караула с оружием и конную карусель кавалеристов.
Каждый год в День Победы 9 мая у Поста № 1 собираются на вахту памяти ветераны войны и остальные люди с горящими свечами. К мемориалу возлагают венки и цветы в память о погибших за Россию на полях сражений. Руководители делегаций иностранных государств во время визитов в Россию также приходят к могиле почтить память героев.
В 2009-м памятнику неизвестному солдату был присвоен статус Общенационального мемориала воинской славы, а сам комплекс дополнен стелой в честь городов, носящих одноимённое почётное звание.

## Пост № 1 в культуре
В середине 1990-х годов Пост № 1 был эмоционально представлен в «Русском проекте» — серии патриотических телероликов, показанный по ОРТ. По сюжету мама приходит к стоящему в карауле сыну на Пост № 1 у мавзолея, а публика просит его «помахать рукой маме».

## Комментарии
1. ↑  Мейсарош, Янош Александрович (14 июля 1897, Пишки, Венгрия — ?) — советский офицер, разведчик. В 1941 году под видом перебежчика внедрился в союзную фашистам венгерскую армию, откуда поставлял ценные разведданные. В 1944 он перешел линию фронта и освобождал родной Будапешт. Воевал:  52 кп 45 КД; 55 кп 45 КД. Награждён:  Орден Красного Знамени (1948); Орден Ленина (1949).[9]
[10]